# Andrea Torricini
Andrea Torricini (* 6. Juli 1976 in Florenz) ist ein ehemaliger italienischer Squashspieler.

## Karriere
Andrea Torricini spielte von 2008 bis 2011 auf der PSA World Tour und erreichte auf dieser in dieser Zeit zweimal ein Finale. Seine höchste Platzierung in der Weltrangliste erreichte er mit Rang 135 im Dezember 2010. Mit der italienischen Nationalmannschaft nahm er 2003 an der Weltmeisterschaft teil. Zudem gehörte er zwischen 2002 und 2017 insgesamt 13 Mal zum italienischen Kader bei Europameisterschaften. Im Einzel kam er bei seiner einzigen Europameisterschafts-Teilnahme 2009 nicht über die erste Runde hinaus. 2008 wurde Torricini italienischer Meister.

## Erfolge
- Italienischer Meister: 2008